# ノルウェー軍

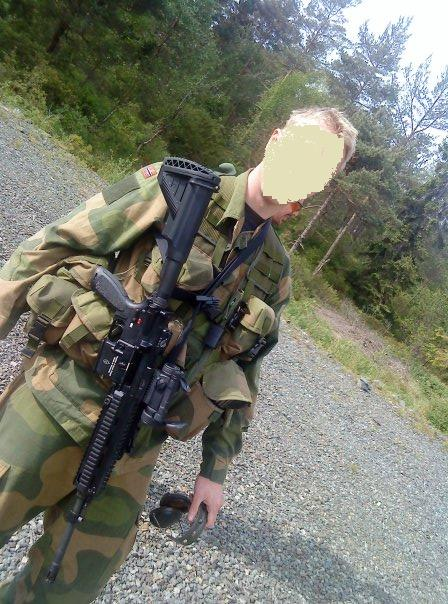
HK416で武装したノルウェー郷土防衛隊の兵士

ノルウェー軍（ノルウェーぐん、ブークモール：Forsvaret）は、ノルウェー王国の軍事組織。2009年時点で総員約19,100人、予備役とそれに相当する郷土防衛隊員を合わせて約45,200人。
国王を最高司令官とするも、実際には国防大臣の下で国防省を通じて文民統制を受ける。国防省傘下の陸海空の三軍の他に、予備役的組織として第四の軍種として運用されるノルウェー郷土防衛隊がある他、サイバー戦を担当するノルウェーサイバー防衛軍がある。
ノルウェーは第二次世界大戦時にドイツに占領された経験から、戦後は北大西洋条約機構に加盟し、郷土防衛隊を組織し、徴兵制を敷くなど国防力整備に力を注いでいる。冷戦終結後、軍の縮小および領域防衛中心から国外派遣中心への組織変更を進めている。
前述の通り徴兵制が敷かれており、19歳から44歳までの男女が対象となる。2015年から、女子にも兵役義務が課せられた。兵役期間は12～15ヵ月ほどで、良心的兵役拒否が合法とされており、代替役務として社会奉仕活動を選択することが可能である。

## 組織構成
ノルウェー憲法の慣行上、軍の活動は国防大臣の責任の下で議会に対して説明責任を負っている。国防省は2003年から民軍一体となった機構へ変革している。このため国防省の下部組織には以下のような機関が設けられている。
- 国防研究機構（FFI、en:Norwegian Defence Research Establishment）
- 国家安全保障局（NSM、en:National Security Authority (Norway)）
- 国防不動産庁（en:Norwegian Defence Estates Agency）
- 国防兵站機構（FOL、no:Forsvarets logistikkorganisasjon）

司令機関として国防作戦司令部が設けられ、国内および国外作戦を指揮調整する統合指揮機関として機能させ、参謀機関には国防軍参謀本部が設けられ国防軍司令官の下で国軍を支援し国防大臣を補佐する。
国軍共通機関として高級士官を養成する国防大学校や軍楽隊、衛生部門、博物館の他に兵役管理業務を国軍の責任の下で実施している。

### 陸軍
2009年時点の陸軍は1個旅団を基幹戦力とし、これに支援部隊や特殊部隊・近衛兵部隊などが加わっている。郷土防衛隊も有事には陸軍の支援にまわることとなる。それまでの基幹戦力であった第6師団（2個旅団編制）は2009年に解隊している。

### 海軍
2009年時点の海軍はフリチョフ・ナンセン級フリゲートを主力とし、ほかに大型哨戒艇を保有している（詳細についてはノルウェー海軍艦艇一覧を参照のこと）。陸上兵力として沿岸防備および水陸両用部隊の沿岸猟兵部隊、海兵猟兵部隊も有する。ノルウェー沿岸警備隊も傘下に入れている。

### 空軍
2009年時点の空軍は、F-16戦闘機3個飛行隊を主力としている。ヘリコプターや防空部隊も有し、P-3哨戒機を用いた海洋監視行動も行なっている。また、細長い国土であるため空軍の規模に比べて多くの航空基地を有しているのが特徴的である。

### 郷土防衛隊
郷土防衛組織であり、郷土の防衛および常備軍の補助を行い、ゲリラ戦などを実施することを目的としている。陸海空およびインフラ維持のためにそれぞれに部隊を編成している。

### サイバー防衛軍
サイバー戦を担当する軍種で、陸海空軍、郷土防衛隊を支援する。